# Elephant Boy

Elephant Boy (titre original) est un film britannique réalisé en 1936 par Robert Flaherty et Zoltan Korda, sorti en 1937.

## Synopsis
En Inde britannique, le jeune Toomai apprend le métier de cornac auprès de son père qui participe régulièrement à de grandes chasses organisées par les "sahibs" blancs. Lors de l'une d'elles, dirigée par Peterson, le père de Toomai est tué par un tigre. L'éléphant dont il s'occupait, Kala Nag, est confié à un autre cornac. L'enfant qui rêvait de succéder à son père, s'enfuit dans la forêt avec Kala Nag et bientôt, assiste à la "danse des éléphants".

## Fiche technique
- Scénario : John H. N. Collier, assisté de Marcia de Silva et Akos Tolnay, d'après Toomai des éléphants, une nouvelle tirée du recueil Le Livre de la jungle (The Jungle Book) de Rudyard Kipling, écrit en 1894.
- Photographie : Osmond Borradaile
- Musique : John Greenwood
- Montage : Charles Crichton et William Hornbeck
- Producteur : Alexander Korda, pour la London Films
- Distributeur : United Artists
- Genre : Aventures - Noir et Blanc - 80 min

## Distribution
- Sabu : Toomai
- W.E. Holloway : Le père de Toomai
- Walter Hudd (en) : Petersen
- Allan Jeayes : Machua Appa
- Bruce Gordon : Rham Labl
- D.J. Williams : Hunter
- Wilfrid Hyde-White (crédité Hyde White) : Commissioner

## Adaptation en série télévisée
Une série télévisée a été produite en 1973 sous le titre de Toumaï (voir Toumaï (série télévisée)).

## Commentaires
Ce film est le premier du jeune Sabu (Le Voleur de Bagdad, Le Narcisse noir...), alors âgé de douze ans, que Flaherty venait de découvrir en tournant aux Indes des scènes documentaires pour Elephant Boy. Le film fut terminé à Londres, Zoltan Korda en réalisant la partie "fiction".

## Récompenses et distinctions
- Mostra de Venise 1937 : Prix de la meilleure réalisation pour Robert J. Flaherty et Zoltan Korda.